# Jerónimo de la Parra
El conquistador Jerónimo de la Parra (La Parra, España, 10 de marzo de 1521-Barquisimeto, c.1577) fue un conquistador español.

## Biografía
Había nacido en La Parra (Badajoz) en 1521. Llegaba al territorio del Nuevo Reino de Granada en 1555 y enseguida cambiaría de aires escogiendo los de la Provincia de Venezuela, instalándose en la ciudad de El Tocuyo con su numerosa familia (hermanos, hijos, nietos, esposas y nueras) puesto que posiblemente esta familia debería pertenecer al grupo de conversos y tener problemas religiosos con el Tribunal del Santo Oficio, puesto que todos los miembros de la misma abandonaron subrepticiamente España sin dejar rastro de su huida, sin la licencia oportuna ni registrarse oficialmente en ninguna institución, puesto que se da el caso (como en otros españoles que confrontaban parecidos problemas) que sus nombres no aparecen registrados ni en las listas de la Casa de Contratación de Sevilla, ni en otros documentos de la época.
La familia estaba compuesta por Jerónimo de la Parra, su mujer Ana Ruiz, su hermano Juan de la Parra, su hijo Juan Ruiz de la Parra, quien era un eficiente escribano y administrador y llegó a Venezuela con más de treinta años y casado con Elvira de Cárdenas y un hijo de corta edad que le había nacido en La Parra extremeña. El nombre del niño, nieto de Jerónimo, era Gaspar Ruiz de la Parra, el cual creció en Venezuela y también formaría una familia americana, puesto que se casó con Francisca del Berio y fueron padre del capitán Juan Ruiz de la Parra, de igual nombre que su abuelo.
Caso curioso el de esta familia, que posiblemente se apellidaran de otra forma y nostálgicamente adoptaron el nombre de su pueblo de origen como apellido para emprender una nueva vida en el territorio de Venezuela. Y tratando de aquilatar esa nueva vida, en 1557, Jerónimo se enrola en la expedición de Diego García de Paredes cuando funda la ciudad de Trujillo en el territorio de los indios “cuicas”; por sus buenos servicios, el fundador le asignaba el disfrute de una encomienda.

## Ambiciones progresistas
Lógicamente Jerónimo de la Parra, no se conforma con sembrar patatas ni criar vacas lecheras en aquel pedazo de tierra que le asignan en Trujillo y buscará nuevas aventuras donde vislumbre la posibilidad de ganarse el prestigio que había tirado por la borda cuando salió de España. Posteriormente, él y su hermano Juan, se alistan en la expedición de Diego de Losada para la refundación de Caracas. Durante el trayecto que separa El Tocuyo de la nueva ciudad que se intenta consolidar, tanto Jerónimo como su hermano Juan, tuvieron una destacada actuación al lado de Diego de Paradas en los momentos de mayor peligro.
Después que se consolidó la ciudad, se quedó en ella algún tiempo, puesto que según el acta del Cabildo de Caracas, de fecha de 19 de diciembre de 1573, se le concedió un solar para que edificara una casa. Como parece ser que Jerónimo, de momento, no estaba decidido a quedarse en Caracas el solar que le habían concedido, fue adjudicado al capitán portugués Juan Fernández de León, el que unos años después fundaría la ciudad de Guanare.

## Clan familiar
Como ya debía andar cerca de los 60 años, Jerónimo tenía sus razones para no hacer la casa en el solar que le adjudicaron en Caracas, puesto que su mujer, Ana Ruiz, y varios miembros de la familia, seguían instalados y acomodados en El Tocuyo, su hijo Juan Ruiz de la Parra (de excelente preparación cultural) era teniente de gobernador en Barquisimeto; y Jerónimo una vez que Caracas estaba consolidada y había cumplido con su compromiso, como debería contar con sobrados medios de vida, decidió volver definitivamente al El Tocuyo para vivir en paz el resto de sus años.
Pero como era persona de buen juicio y tenía conocimientos variados, en 1589 Jerónimo era regidor de Barquisimeto, y en compañía de otros cabildantes confiere poder a un tal Francisco Bernáldez de Quirós, como procurador general, para que los represente la ciudad ante la reunión convocada por el gobernador Osorio.
Se sabe que tanto Jerónimo como su hermano Juan, tenían varios hijos. Unos se quedaron en los territorios del Nuevo Reino de Granada y otros pasaron a la conquista de Perú. Un tal Hernando de la Parra, vivía en la Pamplona andina y participó con Antonio de Berrío en una expedición doradista, teniendo papel destacado en la empresa de Berrío y en la fundación del primer pueblo de españoles que se fundaba a orillas del Orinoco.